# Línea 11 (Los Tranvías de Zaragoza)
La antigua línea 11 de tranvía de la ciudad de Zaragoza (España) fue una de las líneas que componían su vieja red tranviaria.
Operada por Los Tranvías de Zaragoza, embrión de la actual TUZSA (Transportes Urbanos de Zaragoza) fue concedida el 23 de septiembre de 1932 en su primera concesión, y el 22 de agosto de 1937 en su segunda concesión. Estuvo dando servicio hasta que fue oficialmente clausurada el 23 de enero de 1976.
La línea 11 realizaba el recorrido comprendido entre la Plaza del Emperador Carlos V y la Plaza de España de la capital aragonesa.